# Albania na Zimowych Igrzyskach Olimpijskich 2018
Albania na Zimowych Igrzyskach Olimpijskich 2018 – występ kadry sportowców reprezentujących Albanię na igrzyskach w 2018 roku w Pjongczangu.
W kadrze znalazło się dwoje zawodników – jeden mężczyzna i jedna kobieta. Reprezentanci Albanii wystąpili w czterech konkurencjach w narciarstwie alpejskim. W składzie znalazł się Erjon Tola, dla którego były to czwarte igrzyska w karierze, oraz Suela Mëhilli, która wystąpiła w igrzyskach po raz drugi w karierze.
Funkcję chorążego reprezentacji Albanii podczas ceremonii otwarcia i zamknięcia igrzysk pełniła Suela Mëhilli. Reprezentacja Albanii weszła na stadion jako 48. w kolejności, pomiędzy ekipami z Andory i Erytrei.
Był to 4. start reprezentacji Albanii na zimowych igrzyskach olimpijskich i 12. start olimpijski, wliczając w to letnie występy. 

## Skład reprezentacji

### Narciarstwo alpejskie
Źródło:

#### Kobiety
- Suela Mëhilli

| Konkurencja   | Zawodniczka   | Zjazd 1. | Zjazd 1. | Zjazd 2. | Zjazd 2. | Suma    | Suma    |
| Konkurencja   | Zawodniczka   | Czas     | Miejsce  | Czas     | Miejsce  | Czas    | Miejsce |
| ------------- | ------------- | -------- | -------- | -------- | -------- | ------- | ------- |
| Slalom gigant | Suela Mëhilli | 1:24,67  | 60.      | 1:21,90  | 54.      | 2:46,57 | 53.     |
| Slalom        | Suela Mëhilli | DNF      | DNF      | DNF      | DNF      | DNF     | DNF     |

#### Mężczyźni
- Erjon Tola

| Konkurencja   | Zawodnik   | Zjazd 1. | Zjazd 1. | Zjazd 2. | Zjazd 2. | Suma    | Miejsce |
| Konkurencja   | Zawodnik   | Czas     | Miejsce  | Czas     | Miejsce  | Suma    | Miejsce |
| ------------- | ---------- | -------- | -------- | -------- | -------- | ------- | ------- |
| Slalom gigant | Erjon Tola | 1:16,86  | 54.      | 1:16,77  | 49.      | 2:33,63 | 47.     |
| Slalom        | Erjon Tola | 58,00    | 45.      | 59,06    | 35.      | 1:57,06 | 36.     |